# Mistrzostwa Polski w Biegach Narciarskich 2009
Mistrzostwa Polski w Biegach Narciarskich 2009 – zawody w biegach narciarskich rozegrane w dniach 25 marca – 1 kwietnia 2009 na Polanie Jakuszyckiej w Szklarskiej Porębie, w ramach których wyłoniono medalistów mistrzostw Polski.
Cztery złote medale indywidualnie i jeden drużynowo zdobyła Justyna Kowalczyk. Wśród mężczyzn najlepszy okazał się Maciej Kreczmer, który zdobył trzy złote krążki.

## Terminarz
| Data       | Godzina   | Konkurencja                              | Złoto              | Srebro                 | Brąz                      | Źródło        |
| ---------- | --------- | ---------------------------------------- | ------------------ | ---------------------- | ------------------------- | ------------- |
| 25 marca   | 12:06 CET | 15 km stylem klasycznym kobiet           | Justyna Kowalczyk  | Sylwia Jaśkowiec       | Paulina Maciuszek         | [ 1 ] [ 2 ]   |
| 25 marca   | 12:10 CET | 30 km stylem klasycznym mężczyzn         | Maciej Kreczmer    | Janusz Krężelok        | Mariusz Michałek          | [ 1 ] [ 3 ]   |
| 27 marca   | 13:54 CET | 1,2 km sprint stylem klasycznym kobiet   | Justyna Kowalczyk  | Sylwia Jaśkowiec       | Marcela Marcisz           | [ 4 ] [ 5 ]   |
| 27 marca   | 13:54 CET | 1,2 km sprint stylem klasycznym mężczyzn | Janusz Krężelok    | Maciej Kreczmer        | Maciej Staręga            | [ 4 ] [ 6 ]   |
| 28 marca   | 11:58 CET | 5 km stylem dowolnym kobiet              | Justyna Kowalczyk  | Sylwia Jaśkowiec       | Kornelia Marek            | [ 7 ] [ 8 ]   |
| 28 marca   | 12:00 CET | 10 km stylem dowolnym mężczyzn           | Maciej Kreczmer    | Janusz Krężelok        | Bogusław Gracz            | [ 7 ] [ 9 ]   |
| 30 marca   | 12:00 CET | 4x5 km sztafeta kobiet                   | AZS AWF Katowice 1 | AZS AWF Katowice 2     | MKS Halicz Ustrzyki Dolne | [ 10 ] [ 11 ] |
| 30 marca   | 12:18 CET | 4x10 km sztafeta mężczyzn                | AZS AWF Katowice 1 | LKS Poroniec Poronin 1 | LKS Poroniec Poronin 2    | [ 10 ] [ 12 ] |
| 1 kwietnia | 11:26 CET | 30 km stylem dowolnym kobiet             | Justyna Kowalczyk  | Sylwia Jaśkowiec       | Kornelia Marek            | [ 13 ] [ 14 ] |
| 1 kwietnia | 11:26 CET | 45 km stylem dowolnym mężczyzn           | Maciej Kreczmer    | Mariusz Michałek       | Krzysztof Stec            | [ 13 ] [ 15 ] |

## Wyniki
| Miejsce | Zawodniczka          | Czas        | Strata      |
| ------- | -------------------- | ----------- | ----------- |
|         | Justyna Kowalczyk    | 46:37,0 min |             |
|         | Sylwia Jaśkowiec     | 47:54,7 min | +1:17,7 min |
|         | Paulina Maciuszek    | 48:27,6 min | +1:50,6 min |
| 4.      | Kornelia Marek       | 48:30,7 min | +1:53,7 min |
| 5.      | Martyna Galewicz     | 51:29,1 min | +4:52,1 min |
| 6.      | Agnieszka Szymańczak | 52:11,9 min | +5:34,9 min |
| 7.      | Marcela Marcisz      | 53:24,4 min | +6:47,4 min |
| 8.      | Justyna Mordarska    | 53:47,8 min | +7:10,8 min |
| 9.      | Monika Fundanicz     | 54:13,7 min | +7:36,7 min |
| 10.     | Anna Staręga         | 55:12,0 min | +8:35,0 min |

| Miejsce | Zawodnik          | Czas        | Strata      |
| ------- | ----------------- | ----------- | ----------- |
|         | Maciej Kreczmer   | 1:24:35,1 h |             |
|         | Janusz Krężelok   | 1:25:13,6 h | +38,5 s     |
|         | Mariusz Michałek  | 1:28:01,1 h | +3:26,0 min |
| 4.      | Krzysztof Stec    | 1:31:13,5 h | +6:38,4 min |
| 5.      | Wojciech Biskup   | 1:31:22,9 h | +6:47,8 min |
| 6.      | Maciej Staręga    | 1:32:12,9 h | +7:37,8 min |
| 7.      | Rafał Węgrzyn     | 1:33:40,9 h | +9:05,8 min |
| 8.      | Sebastian Gazurek | 1:33:54,5 h | +9:19,4 min |
| 9.      | Paweł Bagiński    | 1:33:58,5 h | +9:23,4 min |
| 10.     | Marcin Rzeszótko  | 1:34:21,0 h | +9:45,9 min |

| Miejsce | Zawodniczka          | Czas | Strata  |
| ------- | -------------------- | ---- | ------- |
|         | Justyna Kowalczyk    |      | Finał A |
|         | Sylwia Jaśkowiec     |      | Finał A |
|         | Marcela Marcisz      |      | Finał A |
| 4.      | Paulina Maciuszek    |      | Finał A |
| 5.      | Justyna Mordarska    |      | Finał B |
| 6.      | Ewelina Marcisz      |      | Finał B |
| 7.      | Agnieszka Szymańczak |      | Finał B |
| 8.      | Martyna Galewicz     |      | Finał B |

| Miejsce | Zawodnik        | Czas | Strata  |
| ------- | --------------- | ---- | ------- |
|         | Janusz Krężelok |      | Finał A |
|         | Maciej Kreczmer |      | Finał A |
|         | Maciej Staręga  |      | Finał A |
| 4.      | Tomasz Kałużny  |      | Finał A |
| 5.      | Wojciech Biskup |      | Finał B |
| 6.      | Mateusz Nuciak  |      | Finał B |
| 7.      | Andrzej Leśnik  |      | Finał B |
| 8.      | Piotr Kocoń     |      | Finał B |

| Miejsce | Zawodniczka         | Czas        | Strata      |
| ------- | ------------------- | ----------- | ----------- |
|         | Justyna Kowalczyk   | 12:45,0 min |             |
|         | Sylwia Jaśkowiec    | 13:36,6 min | +51,5 s     |
|         | Kornelia Marek      | 14:08,9 min | +1:23,9 min |
| 4.      | Paulina Maciuszek   | 14:26,2 min | +1:41,1 min |
| 5.      | Magdalena Kozielska | 14:35,3 min | +1:50,3 min |
| 6.      | Martyna Galewicz    | 14:48,7 min | +2:03,7 min |
| 7.      | Anna Staręga        | 14:53,2 min | +2:08,1 min |
| 8.      | Marcela Marcisz     | 14:55,1 min | +2:10,0 min |
| 9.      | Justyna Mordarska   | 15:14,8 min | +2:29,8 min |
| 10.     | Ewelina Marcisz     | 15:21,1 min | +2:36,0 min |

| Miejsce | Zawodnik          | Czas        | Strata      |
| ------- | ----------------- | ----------- | ----------- |
|         | Maciej Kreczmer   | 24:30,2 min |             |
|         | Janusz Krężelok   | 24:50,5 min | +20,2 s     |
|         | Bogusław Gracz    | 25:24,9 min | +54,7 s     |
| 4.      | Mariusz Michałek  | 25:38,3 min | +1:08,1 min |
| 5.      | Maciej Staręga    | 25:50,4 min | +1:20,2 min |
| 6.      | Adam Kwak         | 26:03,2 min | +1:32,9 min |
| 7.      | Krzysztof Stec    | 26:07,1 min | +1:36,8 min |
| 8.      | Wojciech Biskup   | 26:23,8 min | +1:53,5 min |
| 9.      | Sebastian Gazurek | 26:36,3 min | +2:06,1 min |
| 10.     | Jan Antolec       | 26:56,7 min | +2:26,4 min |

| Miejsce | Klub                        | Czas        | Strata       |
| ------- | --------------------------- | ----------- | ------------ |
|         | AZS AWF Katowice I          | 58:13,0 min |              |
|         | AZS AWF Katowice I          | 1:01:52,9 h | +3:39,9 min  |
|         | MKS Halicz Ustrzyki Dolne   | 1:03:22,6 h | ++5:09,6 min |
| 4.      | LKS Poroniec Poronin        | 1:03:35,8 h | +5:22,8 min  |
| 5.      | UKS Rawa Siedlce            | 1:03:46,3 h | +5:33,3 min  |
| 6.      | AZS AWF Kraków Zakopane     | 1:06:20,8 h | +8:07,8 min  |
| 7.      | MKS Karkonosze Jelenia Góra | 1:07:49,2 h | +9:36,2 min  |

| Miejsce | Klub                        | Czas        | Strata       |
| ------- | --------------------------- | ----------- | ------------ |
|         | AZS AWF Katowice I          | 1:46:36,9 h |              |
|         | LKS Poroniec Poronin I      | 1:47:53,9 h | +1:17,0 min  |
|         | LKS Poroniec Poronin II     | 1:55:43,7 h | +9:06,8 min  |
| 4.      | MKS Halicz Ustrzyki Dolne   | 1:57:02,4 h | +10:25,5 min |
| 5.      | MKS Karkonosze Jelenia Góra | 1:58:47,3 h | +12:10,4 min |
| 6.      | NKS trójwieś Beskidzka      | 1:59:01,7 h | +12:24,8 min |
| 7.      | AZS AWF Katowice II         | 2:02:23,4 h | +15:46,5 min |
| 8.      | UKN pod Stróżą Miszkowice   | 2:06:17,5 h | +19:40,6 min |
| 9.      | LKS Poroniec Poronin III    | 2:13:10,8 h | +26:33,9 min |

| Miejsce | Zawodniczka          | Czas        | Strata        |
| ------- | -------------------- | ----------- | ------------- |
|         | Justyna Kowalczyk    | 1:22:34,8 h |               |
|         | Sylwia Jaśkowiec     | 1:24:17,6 h | +1:42,7 s     |
|         | Kornelia Marek       | 1:27:20,0 h | +4:45,2 min   |
| 4.      | Marcela Marcisz      | 1:32:04,3 h | +9:29,4 min   |
| 5.      | Martyna Galewicz     | 1:33:43,5 h | +11:08,7 min  |
| 6.      | Anna Staręga         | 1:35:42,7 h | +13:07,8 min  |
| 7.      | Agnieszka Szymańczak | 1:36:26,3 h | +13:51,4 min  |
| 8.      | Natalia Grzebisz     | 1:38:26,7   | +15:51,9 min  |
| 9.      | Monika Fundanicz     | 1:39:50,0 h | +17:15,2 min  |
| 10.     | Agata Marek          | 1:44:21,3 h | +21:46,4 min  |
| DNF     | Paulina Maciuszek    | —           | nie ukończyła |

| Miejsce | Zawodnik          | Czas        | Strata       |
| ------- | ----------------- | ----------- | ------------ |
|         | Maciej Kreczmer   | 1:57:53,9 h |              |
|         | Mariusz Michałek  | 2:00:23,9 h | +2:30,0 min  |
|         | Krzysztof Stec    | 2:01:02,9 h | +3:09,0 min  |
| 4.      | Rafał Węgrzyn     | 2:06:06,0 h | +8:12,1 min  |
| 5.      | Radosław Szwade   | 2:08:08,2 h | +10:14,3 min |
| 6.      | Wojciech Biskup   | 2:12:22,4 h | +14:28,4 min |
| 7.      | Jakub Mroziński   | 2:22:05,5 h | +24:11,6 min |
| DNF     | Tomasz Kałużny    | —           | nie ukończył |
| DNF     | Adam Kwak         | —           | nie ukończył |
| DNS     | Piotr Kocoń       | —           | nie ukończył |
| DNS     | Bartosz Fundanicz | —           | nie ukończył |
| DNS     | Kamil Fundanicz   | —           | nie ukończył |
| DNS     | Paweł Opyrchał    | —           | nie ukończył |
| DNS     | Adrian Hajduk     | —           | nie ukończył |